# ریونگرو (انتیوکیا)
ریونگرو (به اسپانیایی: Rionegro) یک سکونتگاه مسکونی در کلمبیا است که در انتیوکیا شرقی واقع شده‌است.

## خصوصیات
ریونگرو ۱۹۶ کیلومترمربع مساحت و ۷۶٬۰۲۳ نفر جمعیت دارد و ۲٬۱۲۵ متر بالاتر از سطح دریا واقع شده‌است.